# Harta Transilvaniei - Johannes Honterus

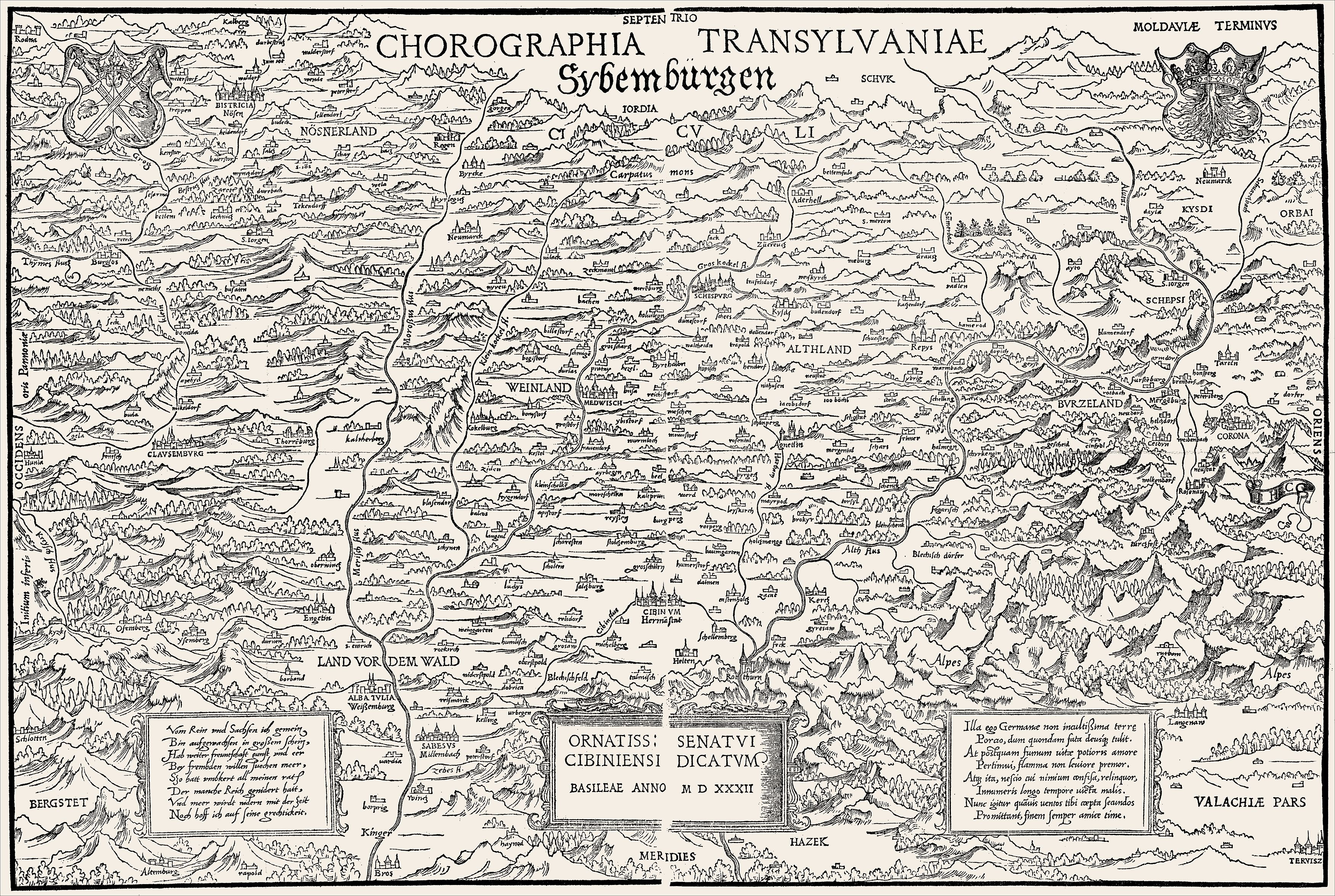
Harta Transilvaniei publicată de Johannes Honterus în anul 1532 în Basel, varianta în alb-negru

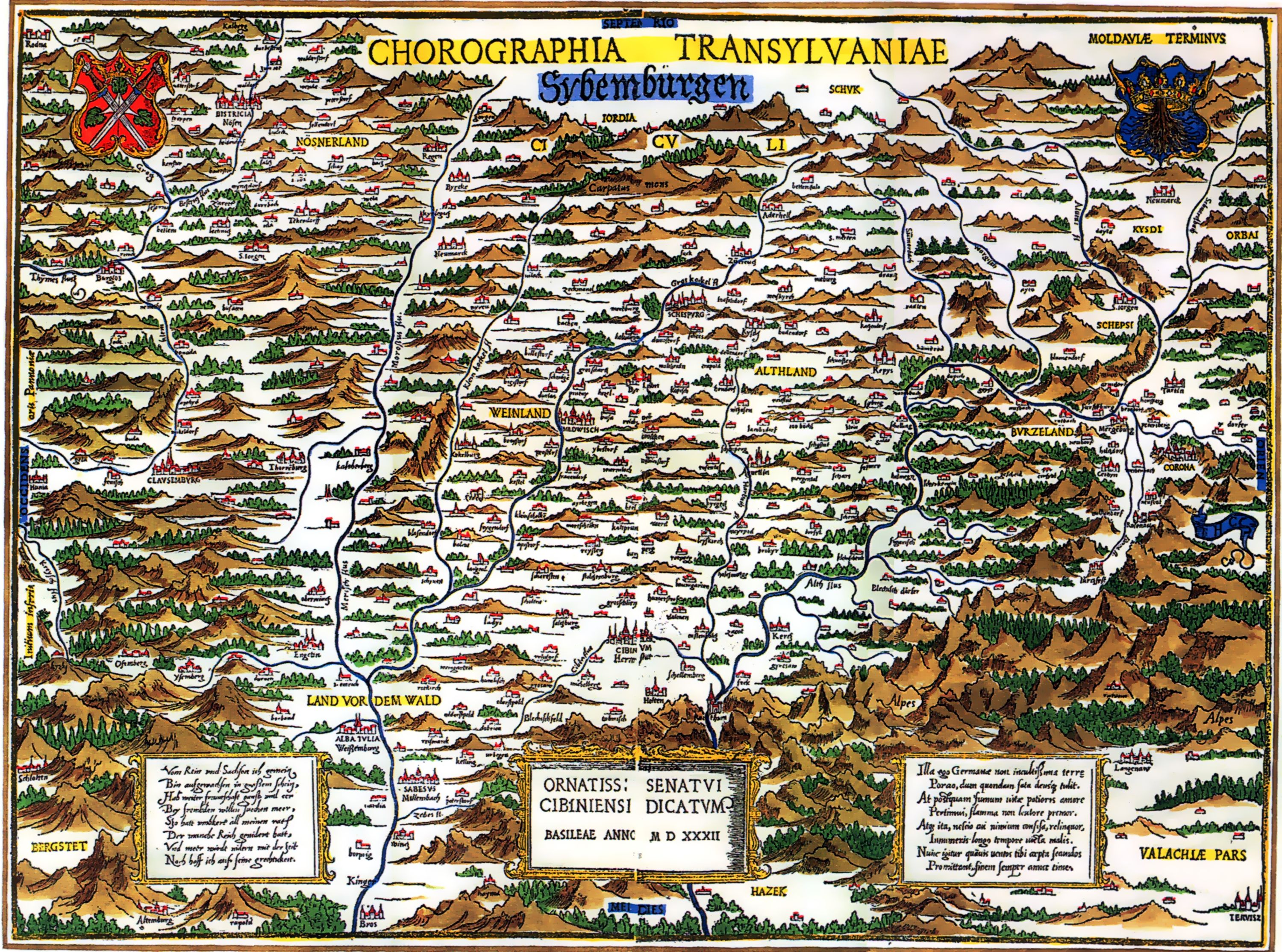
Harta Transilvaniei publicată de Johannes Honterus, varianta în culori

Harta Transilvaniei (în latină Chorographia Transylvaniae Sybembürgen) a fost publicată de cartograful sas Johannes Honterus în anul 1532 în Basel, Elveția. Din punct de vedere cronologic, lucrarea reprezintă prima hartă a unei părți din România, respectiv a Transilvaniei, realizată de un locuitor al acestor ținuturi.

## Istoric
Chorographia Transylvaniae este o hartă originală alcătuită pe baza cercetărilor personale făcute de autor între anii 1530 și 1532 în Transilvania. Harta este dedicată Senatului din Sibiu și a fost tipărită la Basel în anul 1532. După ce s-a reîntors în anul 1533 în orașul său natal, Corona (Brașov), Honterus a refăcut de câteva ori el însuși harta, de data aceasta nemailucrând însă pe o singură placă de tipar, ci pe două jumătăți, deoarece presa lui din Brașov era mai mică decât cea din Basel. Deși mereu nemulțumit de munca sa, harta realizată de învățatul brașovean a stat la baza hărților Transilvaniei publicate ulterior de Sebastian Münster (1489-1552), Abraham Ortelius (1527-1598) sau Gerardus Mercator (1512-1594).
Harta lui Honterus a supraviețuit într-un singur exemplar original, aflat în custodia Bibliotecii Naționale Széchényi din Budapesta.

## Descriere și conținut
Harta a fost realizată prin tehnica gravurii în lemn, meșteșug pe care Honterus l-a deprins la Basel, unde a lucrat între anii 1530 și 1532 ca lector, corector și consilier literar al tipografiei și editurii Insingrin. 
Harta prezintă o mulțime de elemente geografice și conține 219 nume de locuri, scrise în germană și, în unele cazuri, în latină. O excepție notabilă este chiar orașul natal al autorului, Brașovul, al cărui nume este dat doar în latină: Corona. Este pentru prima data când pe o hartă a Transilvaniei apar unități administrative, când formele de relief, apele, așezările omenești își găsesc o reprezentare cât mai reală.
Transilvania este împărțitä în următoarele șase regiuni: 
Țara Bârsei (Burzeland);
Țara Oltului (Althland);
Țara din fața pădurii (Land vor dem Wald) cu centrul la Alba Iulia;
Țara Vinurilor Târnavele (Weinland);
Țara Năsăud (Nösnerland);
Țara Secuilor (Ciculia).

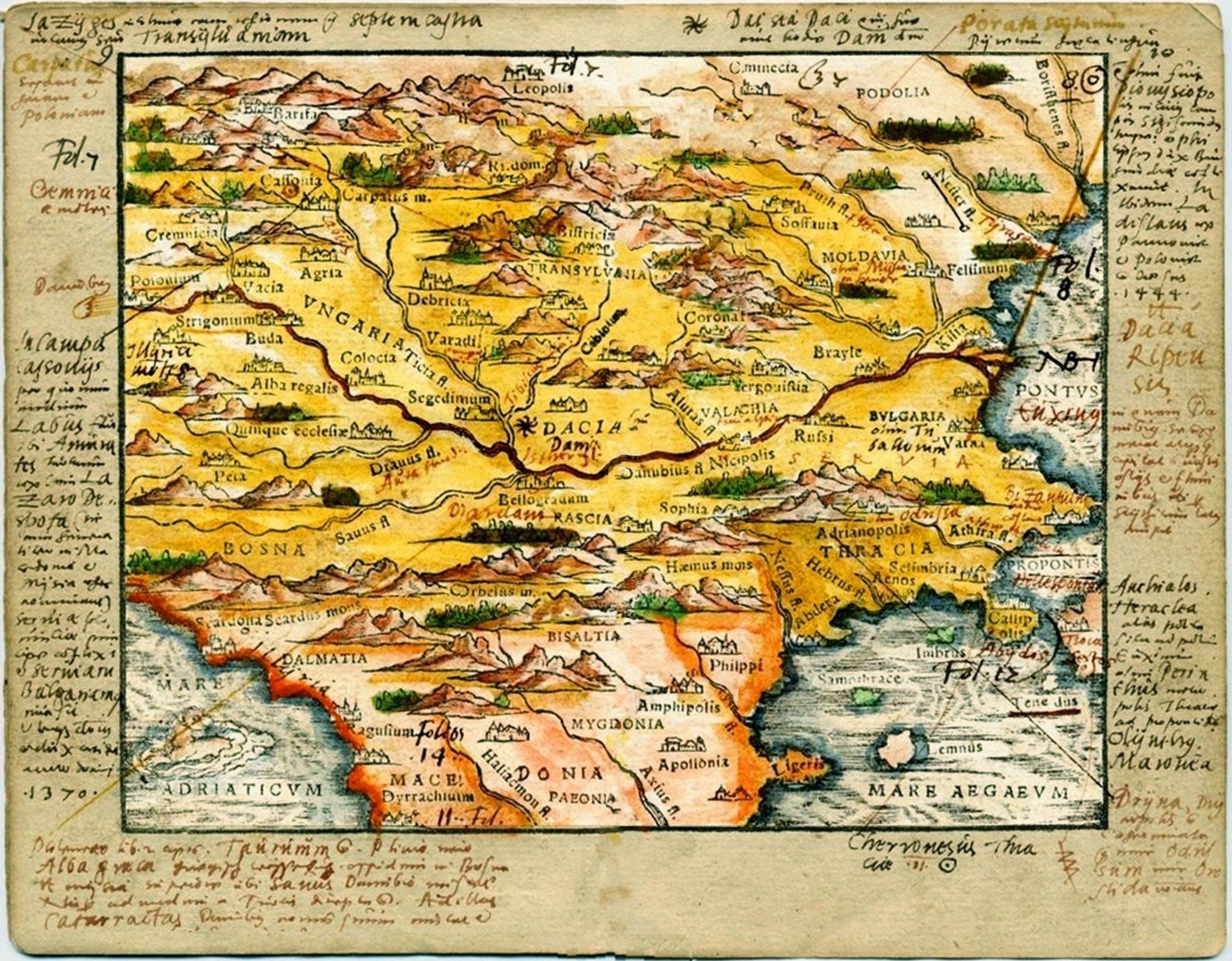
Harta bazinului Dunării mijlocii publicată de Johannes Honterus în anul 1541 la Brașov în lucrarea „Rudimenta Cosmographiae”

Multe denumiri de sate apar în fiecare dintre aceste mari unități, unele dintre ele în traducere sau în transcriere fonetică germană: Șapte Sate (7 Dörfer), Târlungeni (Tarlen), Satele Vlahilor (Blechisch därfer).
Formele de relief coboară domol spre centrul țării și sunt reprezentate prin movile. În colțul din dreapta jos, sunt menționați munții „Alpes”. Este de remarcat că oronimul „Alpes” este folosit pentru prima oară pentru Munții Făgăraș. Între aceste movile apar multe râuri: Alth sau Aluta, Morossus, Klein Kockel și Gros Kockel (Târnavele). Flora este înfățișată prin pâlcuri de copaci.
Prin numeroasele ediții publicate, harta Transilvaniei a fost un mijloc de răspândire a știrilor despre această parte de țară.
Pe lângă harta Transilvaniei Honterus a mai publicat harta bazinului Dunării mijlocii cu Ungaria, Serbia, Dalmația, Thracia, Bulgaria, Transilvania,  Valachia, Moldavia în lucrarea „Rudimenta Cosmographiae” publicată în anul 1541 la Brașov și retipărită în numeroase alte ediții.

## Vezi și
- Harta Moldovei - Dimitrie Cantemir
- Harta Țării Românești - Constantin Cantacuzino